# Mia Thermopolis
Mia Thermopolis, dite Mia ou « Son Altesse Royale la princesse Amélia Mignonette Thermopolis Renaldo, princesse héritière de Génovie », est un personnage fictif, héroïne du Journal d'une princesse, une série de onze romans écrits par Meg Cabot. Dans les films, son nom est Amélia Mignonette Thermopolis Renaldi et elle est interprétée par Anne Hathaway.

## Caractère
Mia est loin de l'image glamour habituelle des princesses. Assez mal dans sa peau au départ, elle se considère comme une mutante d'1,72 m, sans poitrine (75A) avec des pieds comme des skis (pointure 42) et des cheveux coupés en panneau de signalisation triangulaire, sans couleur précise. 
Timide, facilement inquiète (sa meilleure amie Lilly Moscovitz, la surnomme à un moment MP, c'est-à-dire Mère Poule) et est effrayée à l'idée de blesser les gens, elle est aussi naïve, cherchant à tout prix l'amour parfait. Elle a aussi la particularité d'être végétarienne, écologiste, et milite pour Greenpeace.

## Famille
Sa mère, Helen Thermopolis, est peintre et son père, Arthur Christoff Philipe Gerald Philipe Renaldi, est le prince de Génovie, un petit royaume situé en Europe entre l'Italie, la France et la Suisse. Ils se sont rencontrés à l'université. Elle a durant l'un des tomes un petit frère, Rocky Gianini-Thermopolis, qui est le fils de sa mère et de M. Gianini, son professeur de mathématiques. Sa grand-mère paternelle, Clarisse Marie Grimaldi Renaldi, princesse douairière de Génovie, est une femme terrifiante qui insupporte Mia, entre autres en l'appelant sans cesse Amelia, son vrai prénom, et non Mia, ce qui a le don de l'exaspérer. Sa grand-mère possède un atroce caniche nain appelé Rommel. Les grands-parents maternels de Mia habitent à Versailles, dans l'Indiana, un petit village perdu en pleine campagne. Enfin, personnage très important pour elle, Mia possède un gros chat orange prénommé Ft Louie. Mia habite avec sa mère et son chat (puis avec Mr G. et Rocky) à Manhattan.

## Amis et ennemis
La meilleure amie de Mia se nomme Lilly Moscovitz, et est la petite sœur de Michael, l'amoureux de Mia durant la plupart des romans. Elles se connaissent depuis la maternelle. Lilly possède sa propre émission de télé sur une chaine câblée, « Lilly ne mâche pas ses mots » et veut sans cesse pousser Mia à s'auto-réalisé, et la psychanalyse sans cesse. Elles se disputent plusieurs fois au cours des romans, l'une de leurs disputes durant le tome 8 dure jusqu'à la fin du tome 10.
L'autre meilleure amie de Mia se nomme Tina Hakim Baba. Son père est très riche et a peur qu'on enlève sa fille, il lui a donc collé un garde du corps (Wahim) comme à Mia, ce qui les rapproche. Tina est très très naïve, et adore lire des romans d'amour type Harlequin.
Le garde du corps de Mia s'appelle Lars. Mia appartient à une bande qui contient, en outre Lilly, Tina, Boris, un musicien virtuose, (ex de Lilly puis sortant avec Tina), Shameeka, une pom-pom girl, Yan, un garçon manqué, Ling-Su, peintre, et JP, le garçon qui enlève le maïs du chili, qui est sorti avec Lilly puis Mia. Mia est martyrisée par Lana Weinberger, modèle typique de la pom-pom girl blonde et stupide et sa meilleure amie Trisha Hayes. Ces deux filles deviendront amies avec Mia à partir du tome 8-9.

## Petits amis
Mia est d'abord sortie avec Josh qui sortait avec elle, juste pour avoir sa photo dans les magazines et les journaux, puis avec son camarade de bio, bien qu'elle ne l'aimait pas, Kenny Showalter. Durant le tome 2, il lui envoie des mots d'amour anonymes. C'est à la fin du tome 2 qu'il lui avoue ses sentiments, sur le coup de la surprise, elle accepte de sortir avec lui. Elle n'ose pas rompre avec lui, de peur de lui faire de la peine. Mais à force de refuser d'aller plus loin avec lui, il comprend qu'elle ne l'aime pas vraiment. Il rompt alors pendant le tome 3.
Elle sort ensuite avec Michael, considéré comme le héros par Mia, qui est un génie semblant posséder de très nombreuses qualités (Mia n'étant pas forcément objective), tels que la gentillesse, le sens de l'humour, une superbe musculature et Mia précise qu'il sent très bon, particulièrement dans le cou. Elle sort avec lui de la fin du tome 3 jusqu'au tome 8. Durant ce tome, il a l’opportunité de partir minimum un an au Japon pour fabriquer un bras robot qui pourrait changer la face de la médecine cardiaque et par cette occasion, prouver qu’il est digne d’une princesse (la presse et la grande mère de Mia rêvant de la voir s’engager auprès d’une personnalité dite importante). De plus, il avoue à Mia qu'il n'est plus vierge, (sujet important pour Mia) qu'il a couché avec une fille (Judith Geshner, un génie comme lui) avant de sortir avec Mia. De rage, elle le largue brutalement. Malheureusement, lorsqu'elle veut réparer son geste, Michael, qui est déjà parti, lui dit qu'il vaut mieux faire une pause pour tous les deux. 
Durant les tomes 9 et 10, elle sort avec JP, John-Paul Reynold-Abernathy IV, l'ex de sa meilleure amie Lilly, qui cherche à devenir metteur en scène. Mia se rendra finalement compte qu'il ne sort avec elle que pour se faire connaitre. JP est donc un personnage ambitieux mais « mauvais ». Elle rompt avec lui alors que Michael revenait à New York après avoir fini son projet scientifique au Japon. Elle se remet donc avec celui qu'elle considère comme l'homme de sa vie depuis le début de la série.

## Scolarité
Mia a effectué ses études secondaires au lycée Albert-Einstein, situé à Manhattan. Au cours du tome 10, Mia doit décider où est-ce qu'elle souhaite poursuivre ses études. Sa grand-mère veut qu'elle termine ses études à l'université Sarah Lawrence car c'est là qu'elle aurait fait les siennes si elle n'avait pas épousé le grand-père d'Amélia. Après avoir enfin avoué à tout le monde qu'elle avait été acceptée dans toutes les universités, elle décide d'aller à Sarah Lawrence.

## Titulature
- Naissance - 14 ans : Miss Amélia Thermopolis.
- 14 ans - 21 ans : Son Altesse Royale Amélia Mignonette Thermopolis Renaldi, princesse de Génovie. 
  - Son Altesse Royale la princesse héritière.
  - Son Altesse Royale la princesse Amélia.
    - Son Altesse Royale Amélia, princesse de Génovie.
- À partir de 26 ans : Sa Majesté Amélia Mignonette Thermopolis Renaldi, reine de Génovie.